# Paul le pêcheur
Paul le Pêcheur (釣りキチ三平, Tsuri-kichi Sanpei) est un manga de Takao Yaguchi dont le thème est la pêche. Il remporta le Prix culturel Kōdansha (catégorie des mangas pour enfant) en 1974, et fut adapté en une série animée de 109 épisodes en 1980.
La série a été achetée par AB Productions et fut une première fois diffusée sur la 5 en 1991, avant d'être rediffusée sur TMC et plus tard sur la chaîne câblée Mangas. Tous les épisodes ont été doublés en français.

## Synopsis
Paul (Sanpei en V.O.) est un jeune garçon passionné par la pêche, qui parcourt le Japon et le monde à la recherche de nouveaux poissons à attraper et de nouveaux défis, comme des épreuves l'opposant à d’autres pêcheurs. Il est soutenu par deux pêcheurs professionnels, son grand-père et un mystérieux homme portant des lunettes noires.

## Doublage français
- Paul : Francette Vernillat
- Anatole : Georges Aubert
- Charlie : Philippe Ogouz
- Lucie : Sophie Gormezzano
- Marcellin : Catherine Privat
- Voix Additionnelles : Jacques Torrens, Luc Bernard, Henri Courseaux, Françoise Pavy, Jean-Claude Montalban, Virginie Ogouz

Effectué chez S.O.F.I.

## Épisodes
1. Le monstre de la vallée des pleurs
2. Le grand samouraï
3. Le bandit du tonnerre
4. Le monstre du lac
5. Quand l'amateur s'attaque au professionnel
6. Carpe bleue pour peur bleue
7. L'écaille bleue
8. Corps à corps
9. Le diable du lac
10. Le maître des mouches
11. La grande théorie
12. La dernière manche
13. Leçon de vie
14. Invitation à la pêche à la cuillère
15. La faille secrète
16. Le dernier combat
17. Le poisson perroquet
18. Les lunettes noires
19. La réconciliation
20. Seul contre Jimmy le requin
21. Le concours de lancer
22. La vraie motivation de Jimmy le requin
23. Les larmes de la victoire
24. La pêche au poisson fantôme
25. Un étrange appât
26. Le grand combat
27. Le rocher maudit
28. Le petit renard
29. Le remède miracle
30. Le gardien du lac triangulaire
31. Le pêcheur fou
32. Le passeur
33. L'ami américain
34. La canne ensorcelée
35. Le poisson de lune
36. Poisson ou alligator ?
37. Une histoire de carpes
38. Le marais hanté
39. L'extraordinaire carpe cosmique
40. La pêche au Mutsuguro (1)
41. La pêche au Mutsuguro (2)
42. Le défi
43. Le concours du saumon royal
44. Le concours a commencé
45. Le concours
46. Le défi (1)
47. Le défi (2)
48. La truite bleue
49. La pêche à distance
50. La carpe noire
51. Combat de rois
52. La carpe dorée (1)
53. La carpe dorée (2)
54. L'espadon bleu (1)
55. L'espadon bleu (2)
56. L'espadon bleu (3)
57. L'espadon bleu (4)
58. Le poisson coupeur de doigts
59. Le poisson dragon (1)
60. Le poisson dragon (2)
61. La truite brune
62. Les motards pêcheurs
63. Un chien étonnant
64. Le pêcheur au chien
65. Paul fait une découverte
66. Le barrage
67. Le poisson-chat
68. La légende d'Isabelle
69. Joueur de guitare, le retour du fils prodigue
70. Le lancer du filet
71. La pêche au lamparo
72. La méthode de Pierre
73. Le tueur des étangs
74. L'accident
75. L'étang hanté
76. Enfin une femme qui pêche
77. La pêche au leurre
78. Le poisson d'or
79. Le point rouge
80. Un concours mouvementé
81. La leçon de la nature
82. Le lac gelé
83. La pêche à la libellule
84. Quand on perd un ami
85. La pêche du jour de l'An
86. Le carassin géant
87. Le mystère de la montagne
88. Le monstre du lac
89. L'étoile rouge
90. Le secret pour attraper la carpe géante
91. L'art secret des cannes à pêche
92. La truite dorée
93. La truite d'or
94. Les arabesques de la nuit
95. La princesse
96. Une rencontre peu ordinaire
97. Le départ
98. Le poisson à mystère
99. Les braconniers
100. Le chasseur d'ours
101. La petite Vaudoise
102. La pêche au pieu
103. La technique de pêche de Paul
104. Les carpes du printemps
105. Pêche de nuit
106. Une étrange malédiction
107. L'enfant de la ville
108. Une étrange maladie
109. Le dresseur de faucon